# BMW серија 1
BMW серија 1 jе аутомобил ниже средње класе који производи немачки произвођач аутомобила BMW од 2004. године. Наследник је серије 3 компакт у хечбек верзији и тренутно се производи трећа генерација.

## Историјат
Серија 1 је почетни ниво асортимана BMW-ових модела. Необично за ту класу аутомобила, серија 1 је у првој и другој генерацији имала погон на задњим точковима, док трећа генерација има предњи погон као и седан за кинеско тржиште F52, а погон на све точкове је опционо доступан на неким моделима. Главни конкуренти су му Ауди А3, Мерцедес-Бенц А-класа, Фолксваген голф, Лексус CT и Алфа ђулијета.
Прва генерација је произведена у хечбек, купе и кабриолет верзији. Од друге генерације, представљене 2011, модели купе и кабриолет пласирани су у серију 2, стога серија 1 више не укључује ове стилове каросерије. Седан модел постао је доступан за кинеско тржиште 2017. године.
М верзија се производила за прву генерацију као BMW серија 1 М купе, коју је наследио BMW М2.

### Прва генерација (E87; 2004–2013)
BMW E81/E82/E87/E88 је прва генерација серије 1, која се производила од 2004. до 2013. године. Заменила је серију 3 у хечбек верзији, као најмање и најприступачније возило у BMW-овој линији. Каросеријски стилови састоје се од хечбека са троја врата (Е81), хечбека са петора врата (Е87), купе са двоја врата (Е82) и кабриолетом са двоја врата (Е88).
На располагању су били четвороцилиндрични дизел и четвороцилиндрични бензински мотори, у атмосферском и турбопуњеном облику. За разлику од већине конкурената из хечбек верзије, BMW E81/E82/E87/E88 користи погон на задњим точковима, уместо погона на предње точкове.
Серија 1 је чинила готово петину укупне продаје BMW-а у 2008. години.

### Друга генерација (F20; 2011–2019)
F20/F21 је друга генерација серије 1, која се производила од 2011. до 2019. године. Модели каросеријске верзије F20/F21 су хечбек са троја врата (интерна ознака модела F21) и хечбек са петора врата (ознака модела F20). За другу генерацију серије 1, купе и кабриолет модели су укинути како би створили BMW серије 2.
F20/F21 су у почетку покретали четвороцилиндрични бензински, четвороцилиндрични дизелски и шестоцилиндрични бензински мотори. Године 2015, у распон модела су додати троцилиндрични бензински и дизел мотори. Сви мотори су са турбопуњачем. За разлику од већине конкурената из хечбека, F20/F21 користи уздужно постављен мотор и погон на задње точкове (уместо погона на предње точкове) за већину модела. F20/F21 је прва серија 1 која нуди опциони погон на све точкове (звани „xDrive”").
Друга генерација је 2015. године рестилизована, и углавном се састојала од измене облика предњег и задњег светлосног склопа заједно са изменама предњег и задњег браника. Такође је представљен М135i који је имао шестоцилиндрични 3.0-литарски мотор који је развијао 340 КС.

### Серија 1 седан (F52; 2017–)
BMW серија 1 (F52) је аутомобил у седан верзији са четвора врата и намењен је за кинеско тржиште. Први пут је представљен на салону аутомобила у кинеском граду Гуангџоу 2016. године, а продаја је започела у Кини у фебруару 2017. године.
Конструисан је од стране BMW Brilliance, заједничке компаније BMW-а и кинеског произвођача аутомобила Brilliance Auto. F52 користи UKL платформу са погоном на предње точкове, који дели са BMW X1 (F48) и моделима Минија. Од 2018. године аутомобил се продаје и у Мексику.
Међутим, упркос локалном успеху аутомобила, BMW нема планове за производњу серије 1 у верзији седан за било која друга тржишта, осим за она што су првобитно била намењена.

### Трећа генерација (F40; 2019–2024)
Први пут је представљена на салону аутомобила у Франкфурту септембра 2019. године. Заснована је на UKL2 платформи, као и X1 (F48) и Мини кантримен. За разлику од ранијих генерација користи конфигурацију погона на предње точкове и доступна је само као хечбек са петора врата.
У поређењу са својим претходником, F40 је краћа за 5 мм, шира за 34 мм и већа за 13 мм. Серија 1 F40 је такође лакша за 30 kg због повећане употребе алуминијума. Од мотора, у понуди су основни бензински 1.5 са 140 КС и шестостепеним мануелним мењачем, док је већи 2.0 и 306 КС са осмостепеним аутоматским мењачем. Дизели су 1.5 (116 КС), 2.0 (150 и 190 КС). Бензински и дизел мотор од 1.5 су троцилиндраши.

### Четврта генерација (F40; 2024–)
У овој генерацији, „i“ је изостављено из ознаке бензинских модела како би се избегла забуна са возилима на електрични погон групе. За дизел моторе, „d“ остаје иза ознаке мотора. Као и претходна генерација F40, возило се производи у BMW-овој фабрици у Лајпцигу. Лимузина заснована на F70 је F74 (Серија 2 Gran Coupe). Уведен је 16. октобра 2024. године.
Са дужином од 4361 мм, аутомобил је дужи за 42 мм, а са висином од 1459 мм већи је за 25 мм од свог претходника. Ширина од 1800 мм је остала скоро иста, а међуосовинско растојање је било потпуно исто. Пртљажник има капацитет од 380 литара без преклапања наслона, а у 120 и 120д само 305 литара због простора потребног за батерију од 48 волти за благи хибридни погон. Маса празног возила према DIN-у је између 1425 (120) и 1625 кг (М135 xDrive).